# Black-out (Connie Willis)
Ne doit pas être confondu avec les romans Black-out écrit par Arthur Hailey ou Black-out écrit par Marc Elsberg
Pour les articles homonymes, voir Blackout.
Black-out (titre original : Blackout) est un roman de science-fiction de l'écrivain américain Connie Willis publié en 2010 et traduit en français en 2012. Il forme avec sa suite All Clear le diptyque nommé Blitz qui constitue la troisième partie d'une série mettant en scène des historiens de l'université d'Oxford voyageant dans le temps. Il est précédé par Le Grand Livre (The Doomsday Book, 1992) et Sans parler du chien (To Say Nothing of the Dog, 1997).

## Résumé
Oxford, 2060. L'université retrouve son fourmillement d'antan et ses historiens sont sur le pied de guerre. Michael Davies se prépare pour étudier Pearl Harbor, Merope Ward quant à elle tente de survivre face à une horde d'enfants évacués tandis que Polly Churchill se prépare à entrer en plein cœur du Blitz. Car oui, désormais, être historien est un métier à haut risque. Être historien c'est aller observer l'histoire, littéralement... Tous trois projetés au début de la Seconde Guerre mondiale, l'un sur la côte, l'autre à Backbury et enfin la troisième au cœur de Londres, ils font tout ce qui est en leur pouvoir pour observer l'histoire, ses héros, ses soldats, ses victimes aussi... Jusqu'à ce que le drame se produise : ils ne peuvent pas rentrer chez eux et restent bloqués en 1940...

## Récompenses
Le diptyque Blitz a remporté les prix suivants :
- Prix Nebula du meilleur roman 2010
- Prix Hugo du meilleur roman 2011
- Prix Locus du meilleur roman de science-fiction 2011

## Éditions
- Blackout, Bantam Spectra, 2 février 2010, 512 p.  (ISBN 0-553-80319-0)
- Black-out, Bragelonne, coll. « SF », 24 août 2012, trad. Joëlle Wintrebert, 672 p.  (ISBN 978-2-352-94594-9)
- Black-out, J'ai lu, coll. « Science-fiction », 12 mars 2014, trad. Joëlle Wintrebert, 796 p.  (ISBN 978-2-290-07102-1)
- Black-out, in Blitz - L'Intégrale, Bragelonne, coll. « SF », 21 octobre 2015, trad. Isabelle Crouzet et Joëlle Wintrebert, 1 200 p.  (ISBN 978-2-352-94895-7)
- Black-out, Bragelonne, coll. « SF Poche », 16 septembre 2020, trad. Joëlle Wintrebert, 800 p.  (ISBN 978-2-352-94594-9)